# 디스터브드
디스터브드(Disturbed)는 미국 일리노이주 시카고 출신 헤비 메탈 밴드이다.
2011년 컴필레이션 앨범 The Lost Children을 발매한 후, 무기한 중단에 돌입했다가, 2015년 6월 24일, 유튜브에 신보 "Immortalized"의 수록곡인 "The Vengeful One"의 뮤직 비디오를 공개하며 활동 재개를 선언하였다.

## 구성원
- 데이비드 드레이먼(David Draiman) : 리드 보컬, 백그라운드 보컬 (1996-)
- 댄 도너건(Dan Donegan) : 리드/리듬 기타 (1994–), 베이스 기타, 키보드 (2015–)
- 존 모이어(John Moyer) : 베이스 기타, 백그라운드 보컬 (2004–)
- 마이크 웬그런(Mike Wengren) : 드럼, 퍼커션 (1994–)

### 이전 멤버
- 스티브 "퍼즈" 크마크(Steve "Fuzz" Kmak) : 베이스 기타 (1994–1996)
- 맷 코노핀스키(Matt Konopinski) : 베이스 기타 (1994–1996)
- 에리치 어월트 (Erich Awalt) : 리드 보컬 (1994–1996)

## 음반 목록
- 《The Sickness》(2000년) - 총 26곡 (스탠다드 정규 12 / 10주년 기념 2 / Instrumental Disc Track 12)
- 《Believe》(2002년) - 총 12곡 (스탠다드 정규 12)
- 《Ten Thousand Fists》(2005년) - 총 32곡 (스탠다드 정규 14 / 디럭스 4 / Instrumental Disc Track 14)
- 《Indestructible》(2008년) - 총 19곡 (스탠다드 정규 12 / 디럭스 6)
- 《Asylum》(2010년) - 총 17곡 (스탠다드 정규 12 / 디럭스 5)
- 《The Lost Children》(2011년) - 총 18곡_그 간 발매했던 앨범들의 보너스 트랙들만 모아서 발매했다. (추가 : Forsaken (Queen Of The Damned 2002), Glass Shatters (WWF: Forceable Enty))
- 《The Studio Album Collection》(2012년) 총 63곡_그 동안 발매했던 정규앨범을 5장 모두를 한 팩에 담았다.
- 《Immortalized》(2015년) - 총 18곡 (스탠다드 정규 13 / 슈퍼 디럭스 4 / Instrumental Disc Track 2 (The Vengeful One, Immortalized))